# Valley Metro
 (décembre 2024).
Si vous disposez d'ouvrages ou d'articles de référence ou si vous connaissez des sites web de qualité traitant du thème abordé ici, merci de compléter l'article en donnant les références utiles à sa vérifiabilité et en les liant à la section « Notes et références ».
Valley Metro, formellement Valley Metro Regional Public Transportation Authority, est l'autorité organisatrice des transports en commun dans l'agglomération de Phoenix (Arizona) aux États-Unis. Elle est divisée en deux entités, Valley Metro Bus (en) et Valley Metro Rail, qui gère depuis 2008 le Métro léger de Phoenix et depuis 2022 le tramway de Tempe (en).
Valley Metro est une organisation collective, dont la plupart des services sont financés et gérés par les villes de l'aire métropolitaine de Phoenix. Chacune de ces villes nomme un représentant au conseil d'administration de Valley Metro, qui sert de marque commerciale à l'ensemble pour réduire la confusion parmi les voyageurs.

## Histoire
La Regional Public Transportation Authority (RPTA) a été fondée en 1985. D'autres entités comme Mesa Sunrunner et Scottsdale Connection sont apparues vers 1990. En 1993, l'ensemble s'est agrégé sous le nom de Valley Metro, avec un nouveau logo et des dessertes supplémentaires.